# José López Rubio
Pour les articles homonymes, voir José López, López et Rubio.
José López Rubio, né à Motril, dans la province de Grenade, le 13 décembre 1903 et mort à Madrid le 2 mars 1996, est un scénariste, dramaturge, réalisateur, historien du théâtre, académicien et humoriste espagnol de la Génération de 27.

## Biographie
Son nom complet est « José Joaquín Francisco Cesáreo Caraciolo Isaac de Santa Lucía y de la Santísima Trinidad López Rubio ». Fils du maire de Motril Joaquín López Atienza et de Magdalena Rubio Díaz, il déménage avec sa famille peu de mois après sa naissance à Grenade, où il passe son enfance. En 1915, ils déménagent à Madrid, où il commence son baccalauréat chez les augustins. De décembre 1917 à mai 1919, il réside à Cuenca, où son père est gouverneur civil et où il termine ses études de baccalauréat. À cette époque, il collabore au seul périodique local. Il y crée une espèce de sainete dans une compagnie pour enfants et obtient un prix dans un concours de théâtre en 1918.
De retour à Madrid, il étudie le droit et fait la connaissance d'Enrique Jardiel Poncela, avec qui il écrit une œuvre qui ne sera pas mise en scène. Il fréquente les tertulias (rencontres littéraires) du café de Platerías (es) et celle de Ramón Gómez de la Serna au café Plombo, ce qui marque son humour du sceau de l'avant-garde que Ramón représentait ; son seul roman, Roque Six, qui porte sur un homme qui meurt et ressuscite six fois, est d'esthétique ramoniste. Il écrit quelques contes pour Los lunes de El Impacial et les réunit ensuite dans son premier livre, Cuentos inverosímiles (Madrid, Caro Raggio, 1924), illustré par les dessinateurs les plus connus de l'époque, dont quelques-uns de l'avant-garde. Il collabore aussi aux revues Chiquilín (es), Nuevo Mundo, Pinocho (es), La Esfera et Blanco y Negro.
Il fait son service militaire dans l'artillerie à Vicálvaro. Il collabore à El Sol, à La Nación et à d'autres journaux. Son seul roman, Roque Six (Madrid, Caro Raggio, 1927), réédité à Barcelone par Seix-Barral en 1986, est l'une des œuvres de prose les plus importantes de la Génération de 27. Il reçoit le prix ABC d'auteur débutant pour sa comédie De la noche a la mañana (1928), écrite en collaboration avec Eduardo Ugarte et montée l'année suivante au théâtre Reina Victoria et à Buenos Aires; traduite en anglais, en italien et en portugais, elle est présentée à Londres, à Milan et à Lisbone. Avec le même collaborateur, il écrit La casa de naipes (1930), montée au Teatro Español de Madrid. Il écrit aussi des pièces de théâtre en collaboration avec Enrique Jardiel Poncela et Edgar Neville et joue parfois au Mirlo blanco.
D'août 1930 à 1935, il interrompt son activité théâtrale pour se consacrer au cinéma à Hollywood. Appelé par la Metro Goldwyn Mayer, il est engagé pour faire l'adaptation, les dialogues et la traduction de ses films espagnols. À la fin de son contrat d'un an, il est engagé par la Fox aux termes d'un contrat renouvelé jusqu'en 1935. Il y travaille aussi comme scénariste et devient l'ami de Charles Chaplin. En 1935, il part faire un voyage en Italie et en France. Il retourne aux États-Unis en 1937 pour retravailler pour la Fox et passe le reste de la Guerre civile au Mexique (1938) et à Cuba (1939), où il travaille encore comme scénariste. Il revient en Espagne au début de 1940 pour réaliser la version cinématographique de La malquerida de Jacinto Benavente. Parmi ses scénarios nord-américains, on note El último varón sobre la tierra (1933) de James Tinling. Dans les années 1940, il écrit dans des revues de cinéma comme Primer plano, Radiocinema et Cámara, écrit et adapte de nombreux scénarios, ainsi que réalise six films, dont Eugenia de Montijo (1944), El crimen de Pepe Conde (es) (1946) et Alhucemas (1948). Il écrit aussi dans les publications ABC, Semana, La Codorniz (es), etc.
En 1949, il reprend son activité théâtrale en montant Alberto (es) en 1949. Dans son œuvre théâtrale ressort Celos del aire (es) (1950), pièce pour laquelle il remporte le prix Fastenrath de l'Académie royale espagnole. Il monte ensuite Estoy pensando en ti (es) (1951), Veinte y cuarenta (es) (1951), Cena de Navidad (es) (1951), Una madeja de lana azul celeste (es) (1951), El remedio en la memoria (es) (1952), La venda en los ojos (1954), La otra orilla (es) (1954), El caballero de Barajas (es) (1956), La novia del espacio (es) (1956), Un trono para Cristi (es) (1956), Las manos son inocentes (es) (1958), Diana está comunicando (es) (1960), Esta noche tampoco (es) (1961), Nunca es tarde (es) (1964), La puerta del ángel (es) (pièce qui ne sera montée qu'en 1986) et Al filo de lo imposible, titre général de treize comédies écrites en 1970 pour la télévision. Il est aussi très sollicité pour faire la traduction et l'adaptation de nombreuses œuvres étrangères, dont The Little Foxes de Lillian Hellman, qu'il adapta sous le titre de Como buenos hermanos.
En 1954, il reçoit le prix national de théâtre (es). En 1983, son discours de réception à l'Académie royale espagnole porte sur l’autre génération de 27, auquel Fernando Lázaro Carreter répond. Dans son discours, José explique longuement qu'elle se compose de lui-même et de ses amis Tono (es), Edgar Neville, Enrique Jardiel Poncela et Miguel Mihura : groupe d'humoristes qui trouvèrent au théâtre, puis au cinéma pour quelques-uns d'entre eux, leur mode d'expression et restèrent pourtant éclipsés et quasi oubliés, la critique considérant l'humour comme un genre mineur. Après le désastre de la guerre civile espagnole, tous collaborèrent ensuite à la revue humoristique La Codorniz. Il meurt à Madrid le 2 mars 1996. Sa bibliothèque consacrée à l'humour et au théâtre passe au Centre de documentation des arts de la scène d'Andalousie (es), qui dresse l'inventaire et le catalogue de ses fonds en quatre langues : l'espagnol, le français, l'anglais et l'italien. À sa mort, il était plongé dans l'élaboration d'une encyclopédie du théâtre, recueil traitant des divers aspects de l'art scénique. Pour ce faire, il avait colligé des milliers de coupures de presse pour en extraire l'information. Il avait presque terminé deux monographies : l’Historia de los teatros de Madrid (Histoire des théâtres de Madrid), en deux volumes, et un Catálogo de actores españoles del siglo XIX (catalogue d'acteurs espagnols du XXe siècle), aussi en deux volumes. Il avait également un « catalogue chronologique d'auteurs dramatiques espagnols de 1800 à 1950 » et un annuaire du théâtre où il incluait des critiques des principales créations théâtrales d'Espagne et du reste du monde.

## Œuvres

### Filmographie du réalisateur
- La Malquerida (1940), réalisateur et scénariste[2]
- Eugenia de Montijo (1944) ;
- El crimen de Pepe Conde (1946) ;
- Alhucemas (1948).

### Filmographie du scénariste
- El último varón sobre la tierra (1933) de James Tinling ;
- María de la O (1936) de Francisco Elías ;
- Eugenia de Montijo (1944), dont il est aussi le réalisateur ;
- La luna vale un millón (es) (1945) de Florián Rey ;
- El crimen de Pepe Conde, (1946), dont il est aussi le réalisateur ;
- Alhucemas (1948), dont il est aussi le réalisateur ;
- Un trono para Cristi (1960) de Luis César Amadori ;
- Chantaje a un torero (1963) de Rafael Gil ;
- La batalla del domingo, (1963) de Luis Marquina ;
- Es mi hombre (1966) de Rafael Gil, adaptation de Carlos Arniches ;
- La mujer de otro (1967) de Rafael Gil.

### Théâtre
- Alberto (1949) ;
- Estoy pensando en ti (1950) ;
- Celos del aire (1950) ;
- Veinte y cuarenta (1951) ;
- Cena de Navidad (1951) ;
- Una madeja de lana azul celeste (1951) ;
- El remedio en la memoria (1952) ;
- La venda en los ojos (1954) ;
- La otra orilla (1954) ;
- El caballero de Barajas (1956) ;
- La novia del espacio (1956) ;
- Un trono para Cristi (1956) ;
- Las manos son inocentes (1958) ;
- Diana está comunicando (1960) ;
- Esta noche tampoco (1961) ;
- Nunca es tarde (1964) ;
- La puerta del ángel, montée en 1986, mais écrite bien avant.

### Scénarios pour la télévision
- Al filo de lo imposible (1970) ;
- Mujeres insólitas (1977).

### Narration
- Cuentos inverosímiles (Madrid, Caro Raggio, 1924) ;
- Roque Six (Madrid, Caro Raggio, 1927), (Editorial Barrett, 2017).

### Poésie
- Son triste, écrit à La Havane (Cuba), imprimé au Mexique, 1939.

### Autres œuvres
- La otra generación del 27. Discurso y Cartas. Madrid, Instituto Nacional de las Artes Escénicas y de la Música (es), 2003.

## Récompenses et distinctions
- 1946 Médaille du Cercle des écrivains cinématographiques (es) pour le meilleur scénario original décernée à El crimen de Pepe Conde[3].
- 1950 Prix Fastenrath pour Celos del aire.